# Рохау, Людвиг Август фон
Людвиг Август фон Рохау (нем. August Ludwig von Rochau; 20 августа 1810, Вольфенбюттель — 15 октября 1873, Гейдельберг) — немецкий историк, общественный деятель. Автор термина «реальная политика». Его книга Основы реальной политики в применении к государственному устройству Германии (нем. Grundsätze der Realpolitik angewendet auf die staatlichen Zustände Deutschlands) была напечатана в 1853 году.

## Биография
В 1833 году, за участие в нападении на франкфуртскую гауптвахту, был приговорен к 20-летней каторге, но бежал в Париж и только в 1848 году возвратился в Германию; был ревностным сторонником её объединения.
В 1871 году был избран в германский рейхстаг.

## Избранная библиография
- «Italienisches Wanderbuch, 1850-51» (Лейпциг, 1852),
- «Die Moriscos in Spanien» (Лейпциг, 1853),
- «Grundsätze der Realpolitik» (Штутгарт, 1853 и Гейдельберг, 1869),
- «Geschichte Frankreichs vom Sturz Napoleons bis zur Wiederherstellung des Kaisertums, 1814-52» (Лейпциг, 1858-59; русский перевод «История Франции от низвержения Наполеона I до восстановления Империи. 1814—1852», СПб., 1866),
- «Geschichte des deutschen Landes und Volkes», Б., 1870-72).